# Улица Виктора Уса
Улица Ви́ктора У́са — улица, расположенная в южной части левого берега города Новосибирска. Находится на юге Кировского района. Является одной из улиц Затулинского жилмассива.

## Расположение улицы
Улица Виктора Уса начинается от пересечения с улицей Петухова рядом с жилым комплексом «Акатуйский», в семистах метрах от площади Кирова. Она идет на юг параллельно улице Сибиряков-гвардейцев и заканчивается жилым массивом «Тулинское».
На начало 2019 года первоначально запланированные сооружения на улице завершены строительством и сданы в эксплуатацию. Дальнейшая застройка улицы пока невозможна ввиду сохранения промышленных объектов (склады, гаражи, промзоны). 

## Происхождение названия
Улица названа в честь советского военного моряка, участника Великой Отечественной войны, Героя Советского Союза — Виктора Георгиевича Уса. В 1946 году Виктор Ус был демобилизован, жил в Новосибирске, работал инженером на заводе литейных машин и автоматических линий «Сиблитмаш». Он проживал в доме № 59 по улице Сибиряков-гвардейцев. Скончался и похоронен в Новосибирске.
На доме, где жил Виктор Георгиевич, в 2001 году была установлена мемориальная табличка.

## История улицы

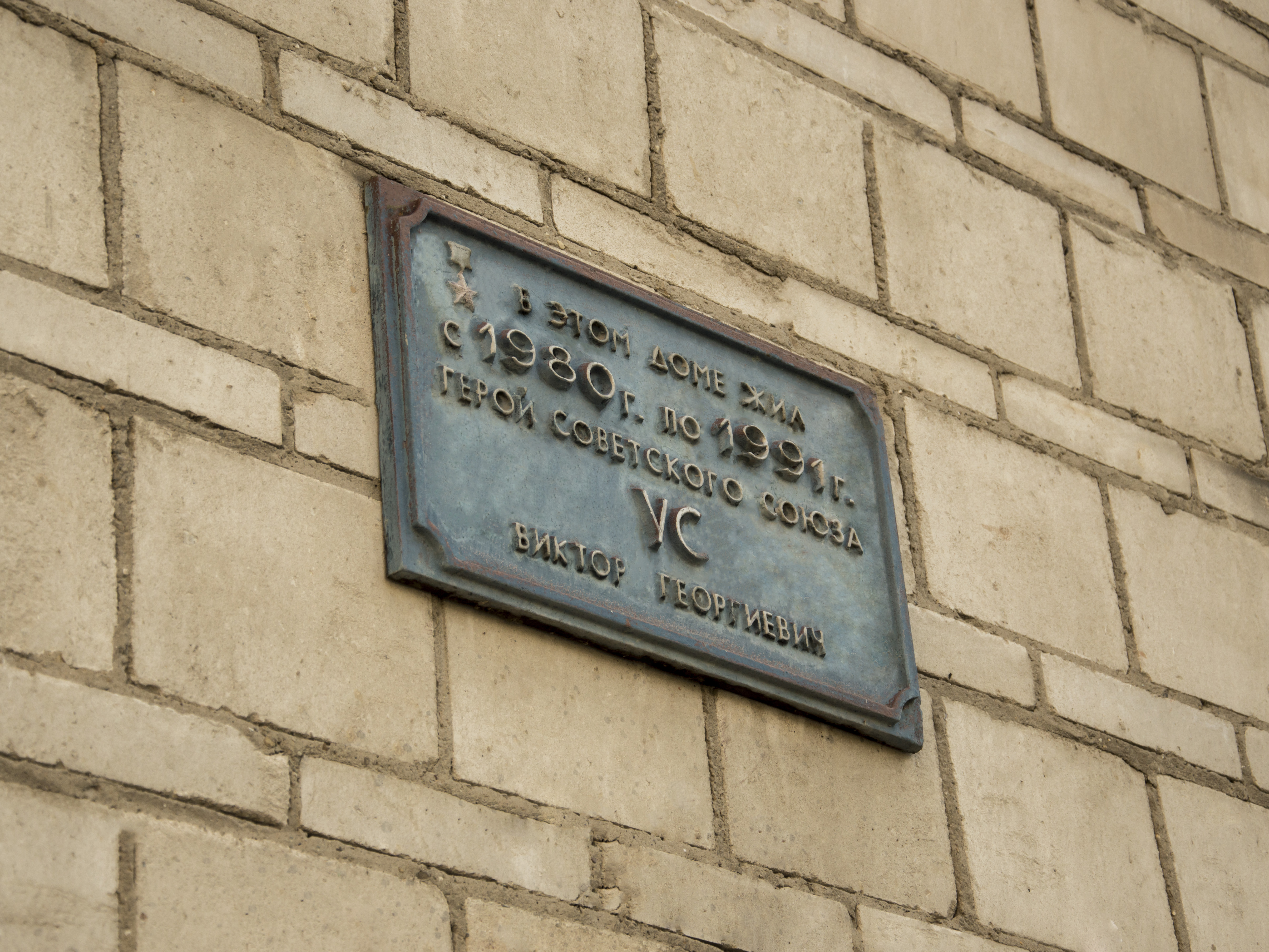
Табличка на доме, в которым жил Виктор Ус.

История улицы неразрывно связана с историей строительства и расширения Затулинского жилмассива. С началом активной застройки западной стороны улицы Сибиряков-гвардейцев, а именно возведением жилого комплекса «Акатуйский», встал вопрос о наименовании новой улицы. 23.07.2012 мэром Новосибирска Владимиром Городецким принято постановление «О Порядке присвоения наименований внутригородским объектам и размещения объектов монументально-декоративного искусства в городе Новосибирске», по которому в Кировском районе появились сразу две новые улицы — имени Сержанта Коротаева и Виктора Уса. С того времени улица продолжает застраиваться. 

## Благоустройство и ремонт

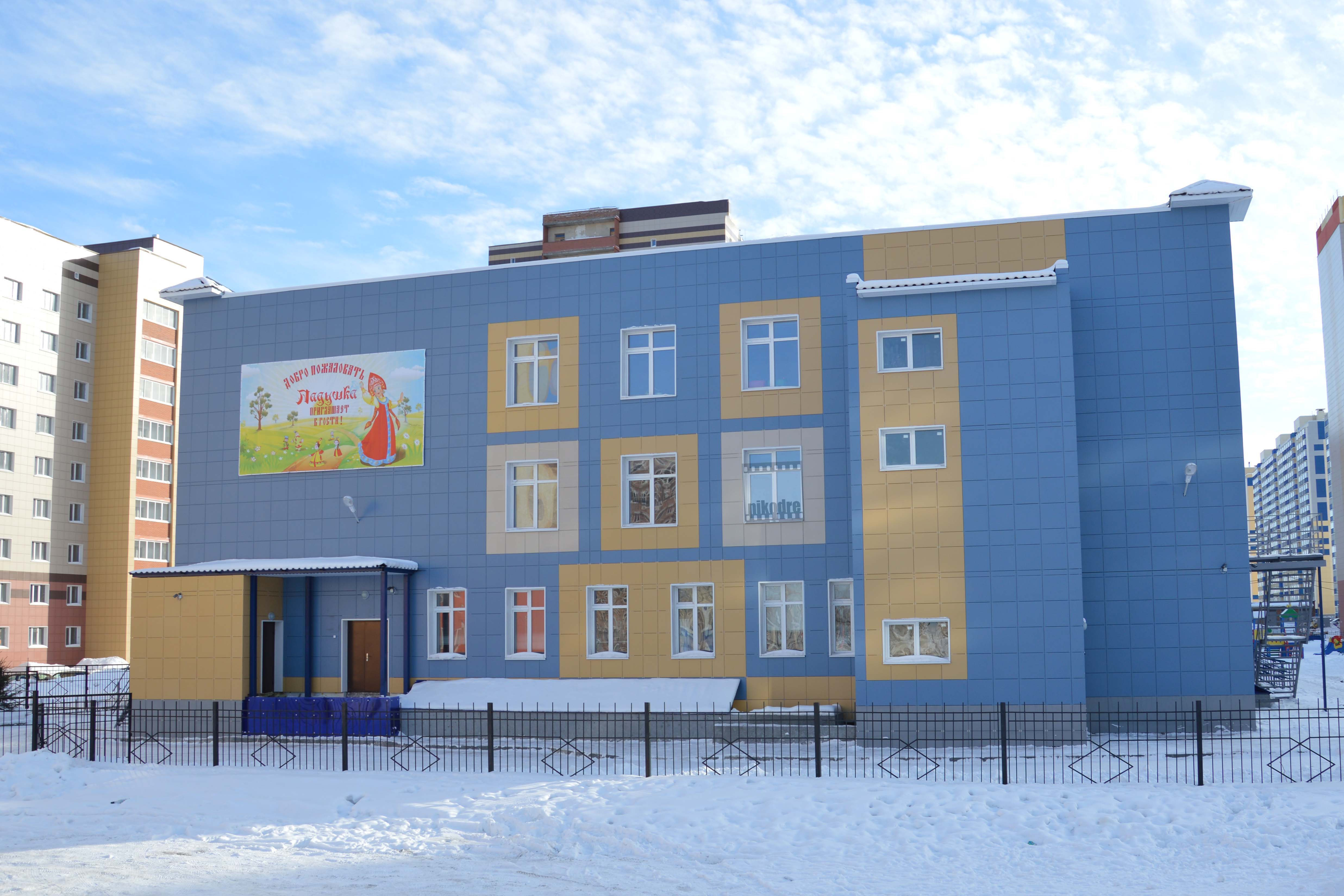
Детский сад в микрорайоне «Акатуйский»

Согласно генеральному плану города Новосибирска жилые микрорайоны (кварталы) с застройкой высотой 5 этажей и выше обеспечиваются обслуживанием двухполосными проездами. В целях реализации генерального плана города Новосибирска разработан проекта планировки территории Южной части Кировского района, в границы которого входит жилой микрорайон «Акатуйский». Данный проект размещен на муниципальном портале г. Новосибирска в разделе «Строительство и архитектура». В приложении 2 к проекту планировки имеется чертеж «Линии, обозначающие дороги, улицы, проезды, линии связи, объекты инженерной и транспортной инфраструктур, проходы к водным объектам общего пользования и их береговым полосам», согласно которому проезды в жилой микрорайон запроектированы с перспективной магистральной ул. Виктора Уса общегородского значения регулированного движения (ранее ул. Акатуйская), с ул. Петухова и ул. Сибиряков-Гвардейцев.
Проектом микрорайона «Акатуйский» предусмотрено благоустройство мест общего пользования: пешеходные аллеи, площадки возле общественных зданий, тротуары вдоль подъездов к домам. Рядовой посадкой деревьев обрамляются участки детских садов, школы и хозяйственные площадки. На свободных территориях, покрытых газоном, предусматривается групповая посадка кустарников и цветников.

## Инфраструктура улицы
Улица застроена многоквартирными жилыми домами высотой от 5 до 17 этажей. На начало 2014 года на улице расположены с нечетной стороны 13 домов, с чётной стороны 2 дома, по данным 2ГИС. 
Построено и введено в эксплуатацию трехэтажное здание детского сада — яслей. Магазины, аптеки, учреждения соцкультбыта и административного назначения расположены на первых этажах жилых домов. 